# Thomas Manton
Thomas Manton (1620 – 1677) foi um pastor puritano presbiteriano inglês, secretário da Assembleia de Westminster - concílio ecumênico protestante responsável pela edição da Confissão de Fé de Westminster, do Catecismo Maior de Westminster e do Breve Catecismo de Westminster - e capelão de Oliver Cromwell.

## Vida pregressa
Thomas Manton fora batizado em 31 de março de 1620, em Lydeard St Lawrence, Somerset, no sudoeste da Inglaterra.
Provavelmente estudara, durante a infância, na Blundell's School, em Tiverton, Devon. Todavia, sua educação acadêmica decorreu do Wadham College, na Universidade de Oxford, tendo-se formado em 1639 em Hart Hall. Joseph Hall, bispo de Norwich, ordenou-o diácono no ano seguinte: ele nunca recebeu ordens sacerdotais, sustentando que foi devidamente ordenado ao ofício ministerial.

## Ministérios em Sowton e Colyton (1640-1645)
Fora nomeado pregador e conferencista municipal de Sowton, no condado de Devon, tendo servido de 1640 a 1643. Entre 1643 e 1645, serviu em Colyton, também no condado de Devon.

## Ministério em Stoke Newington (1645-1656)
Em julho de 1645, mudou-se dos condados rurais do oeste inglês para a região de Londres, quando o coronel Alexander Popham, responsável pela paróquia de Santa Maria, o levou para o leste, para a pequena cidade de Stoke Newington, no condado de Middlesex, nos arredores de Londres. Ali Manton iniciara suas principais pregações: primeiro sobre Isaías 53 (meados da década de 1640), depois sobre Tiago (final da década de 1640) e, finalmente, sobre Judas (final da década de 1640 – início da década de 1650).
Enquanto estivera em Stoke Newington, foi convidado a pregar perante o Parlamento inglês. A primeira vez foi aos 30 de junho de 1647, um dia em que o Parlamento observara jejum. Naquela oportunidade, pregou em Zacarias 14:9, tendo intitulado o sermão de  "Carne saindo do Comedor; ou Esperanças de Unidade em e por Tempos Divididos e Distraídos". Exatamente um ano depois, aos 30 de junho de 1648, Thomas Manton pregara outro curto sermão, dessa vez em Apocalipse 3:20, acerca d"O enfraquecimento espiritual da Inglaterra; com as causas e a cura". Ao todo, fizera seis visitas ao Parlamento para pregação expositiva da Bíblia.
Ele também participou da Assembleia de Westminster como um dos três secretários, mais tarde foi nomeado para escrever um prefácio à segunda edição da Confissão de Westminster em 1658, e serviu Oliver Cromwell como capelão e julgador (um órgão supervisor que examinava homens para o ministério).

## Ministério em Covent Garden (1656-1662)
Em 1656, mudou-se para Londres, tendo em vista que havia sido nomeado conferencista na Abadia de Westminster e,  reitor da Igreja de São Paulo, em Covent Garden, tendo sucedido Obadiah Sedgwick. Neste período, Oliver Cromwell morrera e a Inglaterra adentrou num período de grande incerteza. Isso levou presbiterianos como Manton a rogar pela restauração do Rei Carlos II, em 1660, tendo-se juntado a outros em Breda, nos Países Baixos, para negociar seu retorno. Após o retorno de Carlos II, Manton participou das negociações chamadas Conferência de Savoy, nas quais os escrúpulos dos presbiterianos e congregacionalistas em relação ao Livro de Oração Comum foram formalmente discutidos. Todavia, como os Cabeças Redondas (Cavalier Parlament) estava cheio de Laudianos, viu-se a promulgação do Ato de Uniformidade de 1662. Todos os ministros deveriam ser ordenados ou reordenados por um bispo, deveriam renunciar à Liga e Aliança Solene, prometer lealdade ao Livro de Orações e subscrever os Trinta e Nove Artigos anglicanos. Apesar disso, Manton estivera em condições favoráveis com Rei Carlos II, e foi-lhe oferecido o cargo de Reitor de Rochester, mas ele recusou por motivos de consciência.

## Pós-Ejeção (1662-1677)
Os últimos anos de vida de Thomas Manton foram tumultuados. O Ato de Uniformidade levou à chamada "Grande Ejeção". Em 17 de agosto de 1662, Manton pregou seu derradeiro sermão, em Covent Garden, pregação essa em Hebreus 12:1.
Aos 24 de agosto de 1662, Manton renunciou seus rendimentos pastorais, juntamente com outros quase 2.000 outros puritanos, em protesto. Apesar de sua falta de subsídio, Thomas Mantou continuou a pregar em sua casa, na King Street, ainda em Covent Garden.
Posteriormente, recusou-se a cooperar com a "Lei do Conventículo", razão pela qual fora preso por seis meses, no ano de 1970. Ainda assim, continuou a escrever. Em 1672, fora editada a Declaração de Indulgência, na qual se outorgou licença para a realização de pregações domésticas, favorecendo homens como Manton. Manton tornou-se então professor no Pinner's Hall para os chamados "exercícios matinais". O Parlamento, porém, revogou esta indulgência no ano seguinte. Manton morreu mais tarde em 18 de outubro de 1677, deixando sua esposa e três filhos.

## Obras
Em que pese Manton não venha a ser tão reconhecido na atualidade, outrora, especialmente em sua época, ele fora tão estimado quanto homens como John Owen. Fora mais conhecido por sua pregação expositiva habilidosa e era o pregador favorito de John Charles Ryle, que defendera sua republicação em meados do século XIX, e de Charles Spurgeon. Acerca de Manton, John Ryle disse que ele fora "um homem que não conseguia dizer, nem fazer, nem escrever nada sem ser observado". Spurgeon disse que suas obras continham "uma poderosa montanha de teologia sólida" e que seus sermões eram "inigualáveis" para seus contemporâneos, bem como que "Manton não é brilhante, mas é sempre inteligente; ele não é orador, mas é poderoso; ele não é marcante, mas é profundo". Seu melhor trabalho provavelmente foi a Exposição de Tiago.
- Cento e noventa sermões sobre o Salmo centésimo décimo nono (Volume 1) https://archive.org/details/onehundredninety01mant OL 23323172M</link>
- Cento e noventa sermões sobre o Salmo cento e décimo nono (Volume 2) https://archive.org/details/onehundredninety02mant OL 23323172M</link>
- Cento e noventa sermões sobre o Salmo cento e décimo nono (Volume 3) https://archive.org/details/onehundredninety03mant OL 23323172M</link>
- Um comentário prático, ou, Uma exposição com notas sobre a Epístola de Tiago : proferido em diversas palestras semanais em Stoke-Newington em Middlesex, perto de Londres (1657) https://archive.org/details/practi00mant OL ia:practi00mant
- Um comentário prático ou uma exposição com notas sobre a Epístola de Tiago; proferidas em palestras semanais de domingo em Stoke-Newington em Middlesex, perto de Londres (impressão de 1842) https://archive.org/details/practicalcomment00mantuoft OL 7212372M</link>
- Um comentário prático, ou, Uma exposição com notas sobre a Epístola de Tiago : proferido em diversas palestras semanais em Stoke-Newington em Middlesex, perto de Londres (1653) https://archive.org/details/comment00mant OL ia:comment00mant

### Obra Completa
- The complete works of Thomas Manton, D.D. : with memoir of the author (vol 1) https://archive.org/details/completeworksoft01mantuoft
  - Memoir by Rev. Dr. Harris.
  - A Practical Exposition of the Lord's Prayer.
  - On Christ's Temptation and Transfiguration.
  - On Redemption by Christ and his Eternal Existence.
- The complete works of Thomas Manton, D.D. : with memoir of the author (vol 2) https://archive.org/details/completeworksoft02mantuoft
  - An Estimate of Manton, by the Rev. J. C. Ryle, B.A.
  - Several Discourses Tending to Promote Peace and Holiness.
  - Twenty Sermons on Important Passages of Scripture.
  - Farewell and Funeral Sermons.
- The complete works of Thomas Manton, D.D. : with memoir of the author (Volume 3) https://archive.org/details/completeworksoft03mantuoft
  - Eighteen Sermons on the Description, Rise, Growth, and Fall of Antichrist; and
  - A Practical Exposition Upon the Fifty-Third Chapter of Isaiah.
- The complete works of Thomas Manton, D.D. : with memoir of the author (Volume 4) https://archive.org/details/completeworksoft04mantuoft
  - A Practical Commentary, or an Exposition, with Notes, on the Epistle of James.
- The complete works of Thomas Manton, D.D. : with memoir of the author (Volume 5) *https://archive.org/details/completeworksoft05mantuoft
  - A Practical Commentary; or, an Exposition, with Notes, on the Epistle of Jude.
  - Meat Out of the Eater. England's Spiritual Languishing, its Causes and Cure.
  - Sermons at Morning Exercise. Preface to Smectymnuus Redivivus.
- The complete works of Thomas Manton, D.D. : with memoir of the author (Volume 6) https://archive.org/details/completeworksoft06mantuoft
  - Several Sermons Upon the CXIX Psalm.
- The complete works of Thomas Manton, D.D. : with memoir of the author (Volume 7) https://archive.org/details/completeworksoft07mantuoft
  - Several Sermons Upon the CXIX Psalm.
- The complete works of Thomas Manton, D.D. : with memoir of the author (Volume 8) https://archive.org/details/completeworksoft08mantuoft
  - Several Sermons Upon the CXIX Psalm.
- The complete works of Thomas Manton, D.D. : with memoir of the author (Volume 9) https://archive.org/details/completeworksoft09mantuoft
  - Several Sermons Upon the CXIX Psalm;
  - Several Sermons Upon the Twenty-Fifth Chapter of St. Matthew.
- The complete works of Thomas Manton, D.D. : with memoir of the author (Volume 10) https://archive.org/details/completeworksoft10mantuoft
  - Several Sermons Upon the Twenty-Fifth Chapter of St. Matthew; also
  - Sermons Upon the Seventeenth Chapter of St John.
- The complete works of Thomas Manton, D.D. : with memoir of the author (Volume 11) https://archive.org/details/completeworksoft11mantuoft
  - Sermons Upon the Seventeenth Chapter of St John; also
  - Sermons Upon the Sixth and Eighth Chapters of Romans.
- The complete works of Thomas Manton, D.D. : with memoir of the author (Volume 12) https://archive.org/details/completeworkoft12mantuoft
  - Sermons Upon the Eighth Chapter of Romans.; also
  - Sermons Upon 2 Corinthians V.
- The complete works of Thomas Manton, D.D. : with memoir of the author (Volume 13) https://archive.org/details/completeworksoft13mantuoft
  - Several Sermons Upon 2 Corinthians V; and
  - Sermons Upon Hebrews XI.
- The complete works of Thomas Manton, D.D. : with memoir of the author (Volume 14) https://archive.org/details/completeworksoft14mantuoft
  - Several Sermons Upon Hebrews XI.
- The complete works of Thomas Manton, D.D. : with memoir of the author (Volume 15) https://archive.org/details/completeworksoft15mantuoft
  - Several Sermons Upon Hebrews XI;
  - Treatises on the Life of Faith and on Self-Denial; also
  - Several Sermons Preached on Public Occasions.
- The complete works of Thomas Manton, D.D. : with memoir of the author (Volume 16) https://archive.org/details/completeworksoft16mantuoft
  - Sermons on Several Texts of Scripture.
- The complete works of Thomas Manton, D.D. : with memoir of the author (Volume 17) https://archive.org/details/completeworksoft17mantuoft
  - Sermons on Several Texts of Scripture.
- The complete works of Thomas Manton, D.D. : with memoir of the author (Volume 18) https://archive.org/details/completeworksoft18mantuoft
  - Sermons on Several Texts of Scripture.
- The complete works of Thomas Manton, D.D. : with memoir of the author (Volume 19) https://archive.org/details/completeworksoft19mantuoft
  - Sermons on Several Texts of Scripture.
- The complete works of Thomas Manton, D.D. : with memoir of the author (Volume 20) https://archive.org/details/compleeteworksoft20mantuoft
  - Sermons on Several Texts of Scripture.
- The complete works of Thomas Manton, D.D. : with memoir of the author (Volume 21) https://archive.org/details/completeworksoft21mantuoft Predefinição:OL
  - Sermons on Several Texts of Scripture.
- The complete works of Thomas Manton, D.D. : with memoir of the author (Volume 22) https://archive.org/details/completeworkoft22mantuoft
  - Sermons on Several Texts of Scripture; together with
  - Copious Indexes of Subjects and Texts to Dr Manton's Works.